# 볼타강

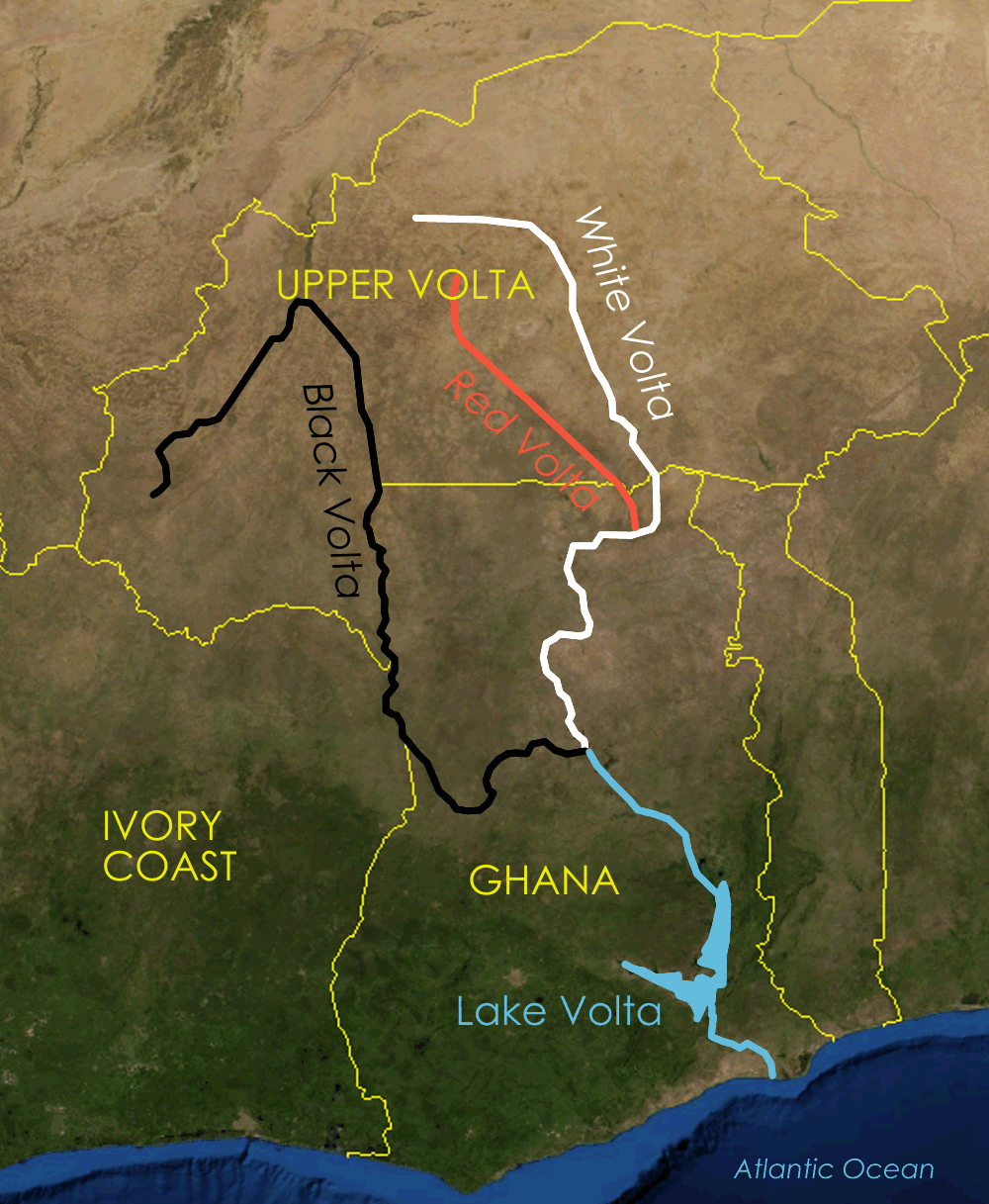
볼타강

볼타강(Volta River)은 서아프리카 부르키나파소에서 시작하여 가나를 지나, 기니만으로 흘러드는 강이다. 길이는 약 1,600 km이다.